# Lijst van kabinetten van Oekraïne

Logo van de regering van Oekraïne.

Dit is een lijst van kabinetten van Oekraïne:

## Oekraïense Volksrepubliek(1917 - 1921)
| Kabinet        | Premier        | Premier                | Begindatum       | Einddatum        | President      | President              |
| -------------- | -------------- | ---------------------- | ---------------- | ---------------- | -------------- | ---------------------- |
| Vynnytsjenko I | Cabinet_Member | Volodymyr Vynnytsjenko | 28 juni 1917     | 13 augustus 1917 | Cabinet_Member | Mychajlo Hroesjevsky   |
| Vynnychenko II | Cabinet_Member | Volodymyr Vynnytsjenko | 14 augustus 1917 | 31 januari 1918  | Cabinet_Member | Mychajlo Hroesjevsky   |
| Holubovych     | Cabinet_Member | Vsevolod Holubovych    | 31 januari 1918  | 29 april 1918    | Cabinet_Member | Mychajlo Hroesjevsky   |
| Vasylenko      | Cabinet_Member | Mykola Vasylenko       | 30 april 1918    | 4 mei 1918       | Cabinet_Member | Pavlo Skoropadsky      |
| Lyzohub I      | Cabinet_Member | Fedir Lyzohub          | 4 mei 1918       | 25 oktober 1918  | Cabinet_Member | Pavlo Skoropadsky      |
| Lyzohub II     | Cabinet_Member | Fedir Lyzohub          | 25 oktober 1918  | 14 november 1918 | Cabinet_Member | Pavlo Skoropadsky      |
| Gerbel         | Cabinet_Member | Sergei Gerbel          | 14 november 1918 | 14 december 1918 | Cabinet_Member | Pavlo Skoropadsky      |
| Chekhivsky     | Cabinet_Member | Volodymyr Chekhivskyi  | 26 december 1918 | 13 februari 1919 | Cabinet_Member | Volodymyr Vynnytsjenko |
| Ostapenko      | Cabinet_Member | Serhiy Ostapenko       | 13 februari 1919 | 19 april 1919    | Cabinet_Member | Symon Petljoera        |
| Martos         | Cabinet_Member | Borys Martos           | 19 april 1919    | 29 augustus 1919 | Cabinet_Member | Symon Petljoera        |
| Mazepa         | Cabinet_Member | Isaak Mazepa           | 29 augustus 1919 | 26 mei 1920      | Cabinet_Member | Symon Petljoera        |
| Prokopovitsj   | Cabinet_Member | Vyacheslav Prokopovych | 26 mei 1920      | 14 oktober 1920  | Cabinet_Member | Symon Petljoera        |
| Livytskyi      | Cabinet_Member | Andriy Livytskyi       | 14 oktober 1920  | 24 maart 1921    | Cabinet_Member | Symon Petljoera        |

## Oekraïne(1991 - heden)
| Kabinet         | Premier        | Premier               | Begindatum        | Einddatum         | Verkiezingen | President      | President           |
| --------------- | -------------- | --------------------- | ----------------- | ----------------- | ------------ | -------------- | ------------------- |
| Fokin           | Cabinet_Member | Vitold Fokin          | 18 april 1991     | 1 oktober 1992    | ―            | Cabinet_Member | Leonid Kravtsjoek   |
| Koetsjma        | Cabinet_Member | Leonid Koetsjma       | 27 oktober 1992   | 21 september 1993 | ―            | Cabinet_Member | Leonid Kravtsjoek   |
| Masol           | Cabinet_Member | Vitaliy Masol         | 16 juni 1994      | 4 april 1995      | 1994         | Cabinet_Member | Leonid Koetsjma     |
| Marchuk         | Cabinet_Member | Yevhen Marchuk        | 8 juni 1995       | 27 mei 1996       | ―            | Cabinet_Member | Leonid Koetsjma     |
| Lazarenko I     | Cabinet_Member | Pavlo Lazarenko       | 28 mei 1996       | 5 juli 1996       | ―            | Cabinet_Member | Leonid Koetsjma     |
| Lazarenko II    | Cabinet_Member | Pavlo Lazarenko       | 11 juli 1996      | 2 juli 1997       | ―            | Cabinet_Member | Leonid Koetsjma     |
| Pustovoitenko   | Cabinet_Member | Valeriy Pustovoitenko | 16 juli 1997      | 30 november 1999  | ―            | Cabinet_Member | Leonid Koetsjma     |
| Joesjtsjenko    | Cabinet_Member | Viktor Joesjtsjenko   | 22 december 1999  | 28 april 2001     | ―            | Cabinet_Member | Leonid Koetsjma     |
| Kinach          | Cabinet_Member | Anatolij Kinach       | 29 mei 2001       | 21 november 2002  | ―            | Cabinet_Member | Leonid Koetsjma     |
| Janoekovitsj I  | Cabinet_Member | Viktor Janoekovytsj   | 21 november 2002  | 5 januari 2005    | 2002         | Cabinet_Member | Leonid Koetsjma     |
| Tymosjenko I    | Cabinet_Member | Joelia Tymosjenko     | 4 februari 2005   | 8 september 2005  | ―            | Cabinet_Member | Viktor Joesjtsjenko |
| Jechanoerov     | Cabinet_Member | Joeri Jechanoerov     | 22 september 2005 | 4 augustus 2006   | ―            | Cabinet_Member | Viktor Joesjtsjenko |
| Janoekovitsj II | Cabinet_Member | Viktor Janoekovytsj   | 4 augustus 2006   | 18 december 2007  | 2006         | Cabinet_Member | Viktor Joesjtsjenko |
| Tymosjenko II   | Cabinet_Member | Joelia Tymosjenko     | 18 december 2007  | 3 maart 2010      | 2007         | Cabinet_Member | Viktor Joesjtsjenko |
| Tymosjenko II   | Cabinet_Member | Joelia Tymosjenko     | 18 december 2007  | 3 maart 2010      | 2007         | Cabinet_Member | Viktor Janoekovytsj |
| Azarov I        | Cabinet_Member | Mykola Azarov         | 11 maart 2010     | 24 december 2012  | ―            | Cabinet_Member | Viktor Janoekovytsj |
| Azarov II       | Cabinet_Member | Mykola Azarov         | 24 december 2012  | 27 februari 2014  | 2012         | Cabinet_Member | Viktor Janoekovytsj |
| Jatsenjoek I    | Cabinet_Member | Arseni Jatsenjoek     | 27 februari 2014  | 27 november 2014  | —            | Cabinet_Member | Petro Porosjenko    |
| Jatsenjoek II   | Cabinet_Member | Arseni Jatsenjoek     | 27 november 2014  | 14 april 2016     | 2014         | Cabinet_Member | Petro Porosjenko    |
| Groysman        | Cabinet_Member | Volodymyr Groysman    | 14 april 2016     | 29 augustus 2019  | ―            | Cabinet_Member | Petro Porosjenko    |
| Groysman        | Cabinet_Member | Volodymyr Groysman    | 14 april 2016     | 29 augustus 2019  | ―            | Cabinet_Member | Volodymyr Zelensky  |
| Honcharuk       | Cabinet_Member | Oleksiy Honcharuk     | 29 augustus 2019  | 4 maart 2020      | 2019         | Cabinet_Member | Volodymyr Zelensky  |
| Sjmyhal         | Cabinet_Member | Denys Sjmyhal         | 4 maart 2020      | 17 juli 2025      | ―            | Cabinet_Member | Volodymyr Zelensky  |
| Svyrydenko      | Cabinet_Member | Joelia Svyrydenko     | 17 juli 2025      | Heden             | ―            | Cabinet_Member | Volodymyr Zelensky  |